# Bellamy (Alabama)
Bellamy es un lugar designado por el censo ubicado en el condado de Sumter en el estado estadounidense de Alabama. En el año 2010 tenía una población de 543 habitantes.

## Geografía
Bellamy se encuentra ubicado en las coordenadas 32°26′56.19″N 88°8′1″O / 32.4489417, -88.13361.